# Мартинес, Марио
Ма́рио Робе́рто Марти́нес Эрна́ндес (исп. Mario Roberto Martínez Hernández; 30 июля 1989, Сан-Педро-Сула, Гондурас) — гондурасский футболист, полузащитник клуба «Хенесис». Выступал за национальную сборную Гондураса.

## Клубная карьера
С 2006 года выступал за клуб «Реал Эспанья». Несколько раз уходил в аренду. В 2009 году провёл два матча за норвежскую «Волеренгу». В 2010 году Марио был арендован «Андерлехт», но так ни разу и не вышел на поле. С 2012 по 2013 год выступал за американский «Сиэтл Саундерс».

## Карьера в сборной
За национальную сборную Гондураса Марио дебютировал 4 сентября 2010 года в матче против сборной Канады.

## Достижения
Реал Эспанья
- Чемпион Гондураса: 2006/07, 2010/11, 2013/14

 Андерлехт
- Чемпион Бельгии: 2009/10